# سیارک ۲۴۳۳۲۰
سیارک ۲۴۳۳۲۰ (به انگلیسی: 243320 Jackuipers، نامگذاری:2008SG12)۲۴۳۳۲۰مین سیارک کشف شده‌است که در ۲۴ سپتامبر ۲۰۰۸ کشف شد.